# José Jhonson
José Jhonson (Guayaquil, Ecuador) fue un futbolista ecuatoriano que jugaba de defensa. Debutó profesionalmente en Liga de Quito y en el Everest de Guayaquil.  Reforzó a Emelec, Patria, Nueve de Octubre y Barcelona en partidos internacionales.  Es hermano de Félix Johnson que fue jugador de Emelec.  Como dato curioso su apellido registrado es Jhonson; sin embargo, se lo anotó muchas veces como Johnson o Johnsen.

## Biografía
José Jhonson nació en Guayaquil.  Durante el tiempo que hizo el servicio militar se enroló en LDU (Quito). Al salir del cuartel, en Guayaquil, lo contrató Everest.

## Trayectoria
Jugó en 1959 en Liga de Quito y el resto de su campaña en el Everest desde 1960 hasta su retiro en 1968.
En el Everest jugó la Copa Libertadores de América de 1963

## Selección nacional
Jhonson fue seleccionado del Ecuador para el Sudamericano de 1963 que se realizó en Bolivia.

## Clubes

### Como jugador
| Club        | País    | Año       |
| ----------- | ------- | --------- |
| LDU (Quito) | Ecuador | 1959      |
| Everest     | Ecuador | 1960-1968 |

## Palmarés
| Título                  | Club    | País    | Edición                                   |
| ----------------------- | ------- | ------- | ----------------------------------------- |
| Campeonato de Guayaquil | Everest | Ecuador | Campeonato Profesional del Guayaquil 1960 |
| Serie A de Ecuador      | Everest | Ecuador | Campeonato Ecuatoriano de Fútbol 1962     |